# Летающий цирк Монти Пайтона
«Летающий цирк Монти Пайтона» (англ. Monty Python’s Flying Circus) — британский комедийный скетч-сериал комик-группы «Монти Пайтон». Шоу выделялось своими сюрреалистическими сюжетами, рискованными намёками, яркими гэгами и искромётными диалогами. Действие с живыми актёрами перемежалось либо сопровождалось анимацией Терри Гиллиама (Terry Gilliam).

## Концепция
«Летающий цирк Монти Пайтона» включал в себя огромное количество инновационных техник и комедийных приёмов. Так, эпизоды шоу пародировали тогдашнее телевидение, особенно BBC, на котором передача выходила. Скетч мог в любой момент прерываться произвольно вставленной фирменной заставкой BBC, а сами передачи обычно не начинались с титров: им предшествовала долгая заставка, где вместо галантного телеведущего в костюме и галстуке грязный человек, одетый как оборванец или отшельник, выползал к камере, чтобы прохрипеть «Это…». В поздних эпизодах в заставке также стали постоянно появляться голый органист и Джон Клиз в роли диктора за столом. Иногда, помимо этого, там присутствовали другие микросюжеты; в нескольких сериях титры начинались только к середине эпизода. Заглавной темой шоу, звучащей во время титров, был военный марш «The Liberty Bell» (он был выбран благодаря запоминающейся мелодии и тому, что его запись находилась в публичном достоянии).
Помимо этого, для всех скетчей «Летающего цирка» было характерно отсутствие «коронной фразы» — финальной шутки, «венчающей» всё действие. В связи с тем, что у всех участников труппы всегда вызывала недовольство необходимость придумывать «ударную» концовку к скетчу, которая может его испортить, если не будет соответствовать уровню предшествующего, они решили просто от неё отказаться. Поэтому скетчи кончались самым абсурдным образом: к примеру, их останавливал полковник (в исполнении Чэпмена), которому они казались слишком глупыми, в них появлялся рыцарь (Гиллиам), ударявший персонажей по голове курицей, или появлялся Джон Клиз за столом, произносящий: «А сейчас нечто совершенно иное». Некоторые скетчи оканчивались тем, что персонажам «надоедало» или у них «заканчивались реплики по сценарию». Переходом между скетчами, как правило, служили сюрреалистические мультфильмы Гиллиама.
Среди повторяющихся элементов шоу, которые служили завершением для скетчей или для начальных титров, были огромная нога, затаптывающая что-нибудь, и гиря весом в 16 тонн, падающая на какого-нибудь персонажа.
Для «Летающего цирка» было характерно частое исполнение участниками группы женских ролей. Наиболее талантливыми в этой области считались Терри Джонс и Эрик Айдл. Когда от женского персонажа требовалось быть более сексуально привлекательным, эту роль исполняла постоянная партнёрша труппы Кэрол Кливленд, которая участвовала в большей части эпизодов телешоу, а позже — в их концертных выступлениях и полнометражных фильмах. Первым скетчем с её участием стал «Консультант по проблемам брака».

## Список эпизодов
Помимо 45 эпизодов для британского телевидения, «Летающим цирком» в 1972 году было сделано два спецвыпуска для телевидения Германии (один был снят на немецком, второй дублирован) — Monty Python's Fliegender Zirkus. Среди вошедших в эти серии скетчей — такие известные, как «Футбольный матч для философов», «Глупая Олимпиада», «Сказка о принцессе с деревянными зубами».

## Конец «Летающего цирка»
Джон Клиз ушёл из шоу к концу третьего сезона; по его мнению, к этому моменту в рамках «Цирка» уже невозможно было создать что-то по-настоящему свежее и смешное. По его словам, в третьем сезоне было только два новых скетча, написанных в его постоянном дуэте с Чэпменом — «Сырный магазин» и «Деннис Мур»; все остальные были взяты из «архивов». Как позже говорил об этом Эрик Айдл: «Когда мы летели в самолёте в Ванкувер, Клиз собрал нас вместе и сказал: „Я ухожу“. Почему? Я не знаю. Он быстрее устаёт, чем кто-либо ещё из нас. Он сложный человек, с ним непросто поддерживать дружеские отношения. Он так смешон, потому что никогда не стремится понравиться».
После ухода Клиза труппа сделала ещё «полсезона» «Летающего цирка». В одной из серий четвёртого сезона Клиз появляется с бессловесным камео, но в титрах он уже не указывался в качестве исполнителя. Продержавшись только шесть эпизодов, четвёртый сезон считается самым спорным и неровным во всём шоу. Тем не менее, после завершения «Летающего цирка» Клиз вернулся в труппу для концертных выступлений и работы над полнометражными фильмами.

## Постоянные персонажи
В отличие от большей части комедийных телесериалов, в «Летающем цирке» отсутствует внятный постоянный сюжет, а значит, и постоянные персонажи. Тем не менее некоторые герои всё же появлялись в двух или более скетчах:
- Человек, говорящий «Это…». Бродяга в рваной одежде, со всклокоченными волосами и длинной непричёсанной бородой в исполнении Майкла Пейлина. В начале большинства серий он пробивается сквозь многочисленные препятствия вроде заминированного поля или падения с обрыва ради того, чтобы сказать «Это…» (It’s…), после чего немедленно следует анимационная заставка с названием сериала.
- Исторические персонажи. Юлий Цезарь в исполнении Чэпмена, Наполеон в исполнении Терри Джонса, викинг в исполнении (как правило) Гиллиама появлялись во многих скетчах, чтобы поучаствовать в нём на непродолжительное время или просто произнести одну фразу. Иногда появлявшиеся неоднократно исторические персонажи исполнялись разными «пайтонами» в разных скетчах: так, Моцартом были и Клиз, и Пейлин, а королева Виктория была сыграна сначала Джонсом, затем Пейлином, а затем, в четвёртом сезоне, всеми пятью «пайтонами», кроме Клиза.
- Ведущий BBC. Сидящий за столом ведущий в пиджаке в исполнении Клиза, произносящий фразу «А сейчас нечто совершенно иное» (англ. And now for something completely different). Эта фраза, служившая просто для связки скетчей между собой, стала одной из популярнейших цитат из «Летающего цирка».
- Гамби. Умственно неполноценные, говорящие громким противным голосом мужчины (в исполнении почти всех участников труппы; наиболее канонический образ «гамби» принадлежит Майклу Пейлину) с платком на голове, в больших очках, с «гитлеровскими» усиками, в сапогах и штанах на подтяжках. Являются пародией на представителя английского рабочего класса. Повторяющейся фразой гамби является «Мой мозг болит».
- Рыцарь с курицей. Рыцарь в полных доспехах в исполнении Гиллиама, появляющийся на экране, чтобы дать одному из персонажей какого-либо скетча по голове куриной тушкой. В основном появляется в первом сезоне сериала.
- Голый пианист. Появляющийся в сериале в исполнении как Гиллиама, так и Джонса голый человек за пианино.
- Мистер Пралине. Эксцентричный человек в исполнении Джона Клиза. Хотя его имя, Эрик Пралине (см. Пралине), упоминается только в одном скетче, «Лицензия на рыбу», характерное произношение и внешний вид позволяют считать его узнаваемым персонажем, неоднократно появляющимся в сериале. Самое известное его появление — покупатель в скетче о мёртвом попугае.
- Человек из скетча «Nudge Nudge». Появляющийся в нескольких эпизодах персонаж в исполнении Эрика Айдла — скользкий, неприятный тип с усиками, постоянно сыплющий пошлыми намёками. Впервые появился в известном скетче «Nudge Nudge», благодаря чему известен под именем Mr. Nudge. Среди других его известных появлений — скетч про испорченное им свидание со множеством появляющихся гостей.
- Луиджи Веркотти. Стереотипный сицилийский мафиози, авантюрист и сутенёр в исполнении Майкла Пейлина (при первом появлений его сопровождает брат Дино в исполнении Джонса). Неумело маскируется под законопослушного гражданина и пытается осуществлять более или менее безумные идеи.
- Аплодирующие женщины. Длящиеся несколько секунд одни и те же чёрно-белые кадры с аплодирующими пожилыми женщинами появляются во множестве скетчей.
- Школьники. В исполнении многих пайтонов типичные школьники в полосатых пиджаках и кепках, застенчиво пугающихся камеры. Чаще всего интервью у них брал Клиз.
- Мистер Артур Пьюти. Пародия на представителей британского среднего класса в исполнении Майкла Пейлина. Скромный, занудный мужчина средних лет. Среди скетчей с его участием — такие известные, как «Клиника спора», «Министерство глупой походки», «Консультант по проблемам брака».
- Испанская инквизиция. Трое инквизиторов — кардинал Хименес (Пейлин), кардинал Фэнг (Гиллиам) и кардинал Бигглз (Джонс), появляющиеся в не имеющих никакого отношения к инквизиции скетчах после фразы «Я не ожидал здесь столкнуться с испанской инквизицией». Их коронная фраза при появлении — «Никто не ждёт испанскую инквизицию!»
- Двое французов. Одетые в стереотипную «французскую» одежду и говорящие на смеси ломаного французского и английского персонажи в исполнении Клиза и Пейлина. Среди прочего, появляются в скетче «Министерство глупой походки», представляя французскую версию глупых походок («La marche futile»).
- Конферансье из ночного клуба. Одетый в кричащий красный пиджак, широко улыбающийся ведущий в исполнении Пейлина, в нескольких эпизодах представляющий скетчи как номера в собственном ночном клубе. В одном из скетчей становится жертвой рыцаря, бьющего его по голове курицей.
- Полковник. Военный в исполнении Грэма Чэпмена появлялся в нескольких эпизодах сериала, прерывая скетчи с разными целями: либо чтобы остановить постоянные пародии на военные слоганы, либо когда действие начинало казаться ему слишком глупым. Несмотря на то, что полковник Чэпмена появлялся в сериале не очень часто, он стал одним из его популярных символов.

## Влияние
В настоящий момент[когда?] «Летающий цирк Монти Пайтона» считается культовым телешоу. Многие популярные скетчи из него разошлись на цитаты и многократно цитировались — в частности, это «Мёртвый попугай», «Песня дровосека», «Спам», «Nudge Nudge», «Испанская инквизиция», «Сырный магазин», «Министерство дурацких походок» и другие.
В мультсериале «Симпсоны» появлялась гигантская нога в заставке 3-й и 14-й серий 5-го сезона и 3-й серий 6-го сезона (включая серию «138-й специальный выпуск», приняв за самую популярную сцену на диване).
Благодаря этому сериалу английское слово «spam» (сокр. от spiced ham — консервированный колбасный фарш) приобрело второе значение — «чрезвычайно навязчивая реклама», именно поэтому любые нежелательные массово рассылаемые электронные письма позже получили название спам.
В честь шоу был назван язык программирования Python.